# Otostigmus burgeri
Otostigmus burgeri är en mångfotingart som beskrevs av Carl Graf Attems 1903. Otostigmus burgeri ingår i släktet Otostigmus och familjen Scolopendridae.
Artens utbredningsområde är:
- Colombia.
- Peru.

## Underarter
Arten delas in i följande underarter:
- O. b. burgeri
- O. b. monsonus